# Datang (socken i Kina, Guangxi, lat 22,72, long 110,14)
Datang (kinesiska: 大塘, 大塘乡) är en socken i Kina. Den ligger i den autonoma regionen Guangxi, i den södra delen av landet, omkring 190 kilometer öster om regionhuvudstaden Nanning.
Genomsnittlig årsnederbörd är 2 399 millimeter. Den regnigaste månaden är maj, med i genomsnitt 397 mm nederbörd, och den torraste är oktober, med 40 mm nederbörd.